# Canadian Open 1960
Die Canada Open 1960 im Badminton fanden im März 1960 in Winnipeg statt. Die Endspiele wurden am 27. März ausgetragen. Die Titelkämpfe waren in diesem Jahr sowohl die nationalen als auch die internationalen Meisterschaften Kanadas.

## Finalergebnisse
| Disziplin    | Sieger                        | Finalist                       | Ergebnis           |
| ------------ | ----------------------------- | ------------------------------ | ------------------ |
| Herreneinzel | Tan Joe Hok                   | Finn Kobberø                   | 10-15, 15-8, 15-13 |
| Dameneinzel  | Marjory Shedd                 | Joy Campbell                   | 11-9, 11-3         |
| Herrendoppel | Lim Say Hup Teh Kew San       | Tan Joe Hok Charoen Wattanasin | 15-8, 15-8         |
| Damendoppel  | Lois Alston Beulah Armendariz | Marjory Shedd Dorothy Tinline  | 15-9, 10-15, 15-11 |
| Mixed        | Finn Kobberø Jean Miller      | Tan Joe Hok Sushila Kapadia    | 15–7, 15–7         |